# Gränsfors
Gränsfors ist eine Ortschaft in der Gemeinde Nordanstig der schwedischen Provinz Gävleborgs län und der historischen Provinz (landskap) Hälsingland.
Der Ort liegt zwischen Gnarp und Bergsjö am sekundären Länsväg X 758. In der Nähe liegt der See Grännsjön, und durch den Ort führt der Fluss Baståån.
Vor 2015 besaß Gränsfors den Status eines Småort mit zuletzt (2010) 53 Einwohnern auf einer Fläche von 25 Hektar; in Folge sank die Einwohnerzahl unter 50.
In Gränsfors befindet sich die Werkzeugschmiede Gränsfors Bruk.